# Schloss Messelhausen

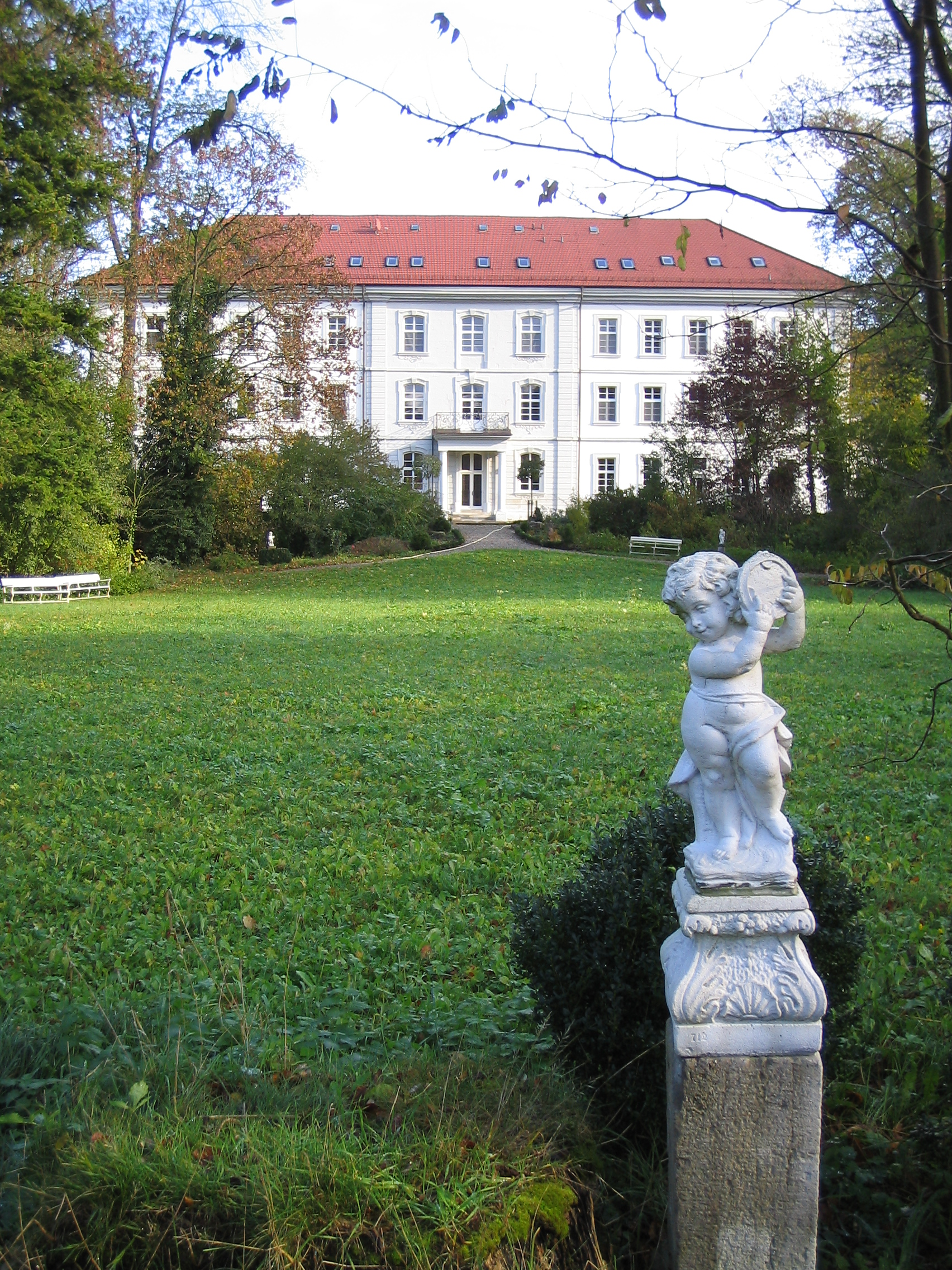
Schloss Messelhausen

Das Schloss Messelhausen ist ein Barock-Schloss in Messelhausen in Tauberfranken in Baden-Württemberg.

## Geschichte
Gemeinde und Schloss fanden Anfang des 13. Jahrhunderts erstmals urkundliche Erwähnung. Das Schloss gehörte zu Anfang den Grafen von Hohenlohe; die Lehensträger wechselten später häufig durch Kauf und Verkauf oder durch Kampf und Verhandlungen. So nutzte z. B. die Stadt Rothenburg das Schloss damals als Stützpunkt, um Bischof Johann I. von Würzburg und seinen Anhängern schaden zu können. Dieser jedoch eroberte das „Raubschloss“, musste es aber 1401 nach Friedensverhandlungen wieder zurückgeben.
1530 kamen Schloss und Dorf Messelhausen über die Herren von Tottenheim und Thüngen an die Familie Zobel: In zweiter Ehe verheiratete sich die Witwe des Balthasar von Thüngen mit Christoph Zobel von Giebelstadt zu Guttenberg, der jedoch bald darauf starb. 1538 verkaufte sie „Schloß und Dorf Messelhausen nebst allen Zugehörungen um 9000 Gulden (...) an ihren lieben Aidam Stephan Zobel von Giebelstadt zu Darstadt, welcher der Gemahl ihrer jüngsten Tochter Anastasia geworden war. Auf diese Weise kamen Schloß und Dorf Messelhausen nebst Marstadt an die Familie Zobel von Giebelstadt zu Darstadt.“
Ursprünglich war das Schloss, das bis 1699 nur im Lehensbesitz der Dorfherrschaft stand, nichts anderes als ein Burgstall der Grafen von Hohenlohe. Es stand ursprünglich dort, wo jetzt noch der Gutshof steht. Entsprechend seinem militärischen Zweck war das Schloss mit Wall und Wassergraben umgeben, durch eine Zugbrücke abgesperrt und mit starken Türmen versehen, also ein Wasserschloss. Von der Vorgängeranlage ist noch der sogenannte Gefängnisturm erhalten.
Während des Bauernkriegs wurde das Schloss 1525 von aufständischen Bauern niedergebrannt. Es wurde nach dem Krieg wieder aufgebaut, jedoch im Dreißigjährigen Krieg erneut verwüstet und zerstört; ebenso 1688, als es durch die Franzosen niedergebrannt wurde.
Johann Franz von Zobel erbaute 1699 das Schloss zum dritten Mal (heute steht an dieser Stelle die Pächterwohnung hinter dem Park), nun im Barockstil, und ließ einen See und eine Zugbrücke einrichten. Zu diesem Zeitpunkt fungierte das Schloss bereits als Herrschaftswohnung, war jedoch architektonisch so schlecht, dass die Herrschaft sich 1740 veranlasst sah, eine neue Wohnung, das jetzige Schloss, zu bauen. Von 1740 bis 1744 entstand das Schloss als Hauptbau und die südlich davon stehenden Nebenbauten, bestehend aus drei Ökonomiegebäuden und Orangerie.

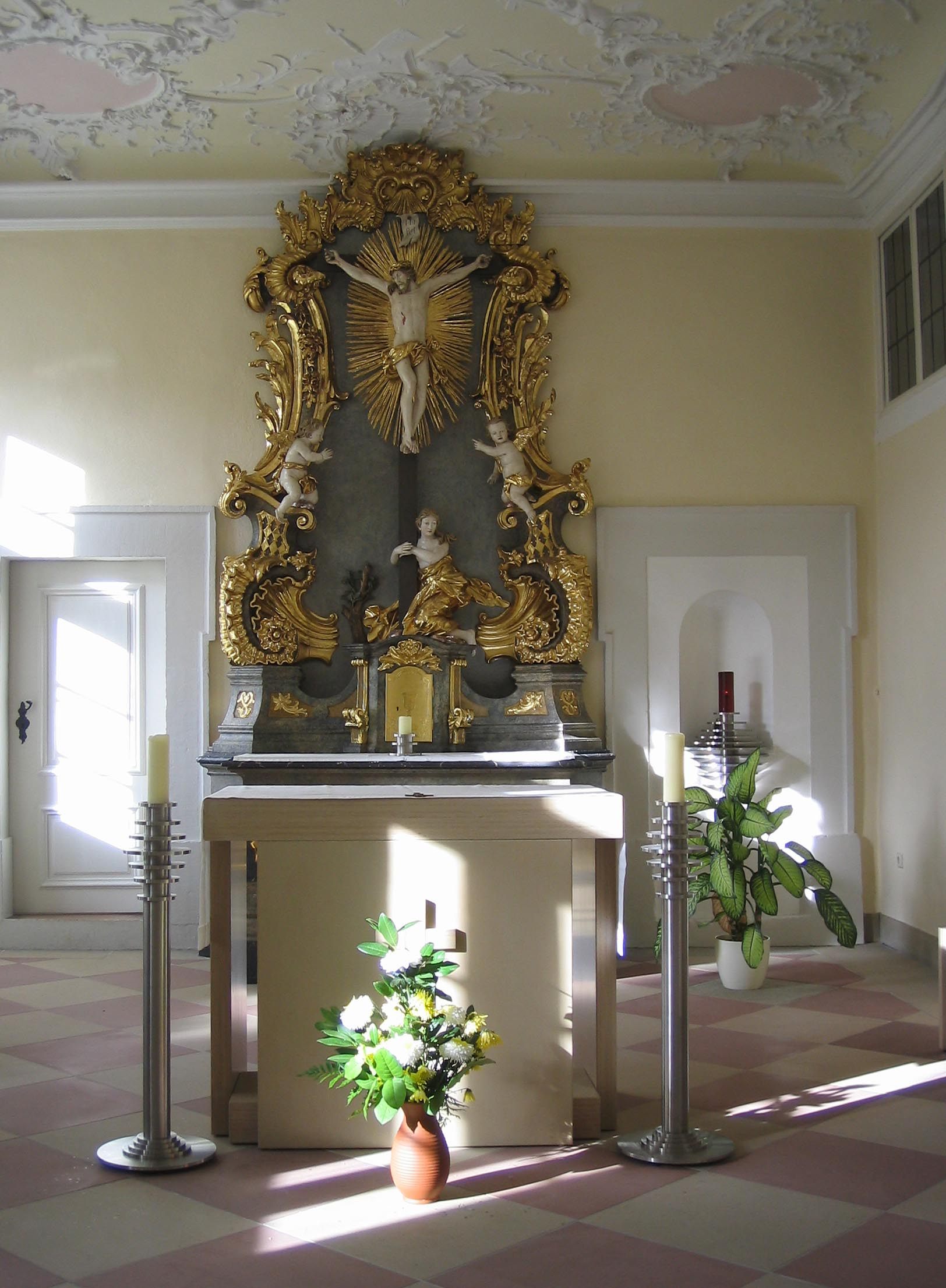
Die Kapelle des Schlosses

Die Hauskapelle wurde schon damals so eingerichtet, wie sie heute noch zu sehen ist. Jedoch war „auch dieser Bau kein glücklicher“. Das Mansarddach des Hauptbaus war schlecht konstruiert und ungewöhnlich schwer, daher bekam das Mauerwerk bald bedenkliche Risse. Anfang des 19. Jahrhunderts überließ die Herrschaft daher das Schloss dem Verfall und residierte in Würzburg. Das Schloss verkam beinahe zur Ruine, der Garten verwahrloste gänzlich. 1829 beschloss der ehemalige Domherr Friedrich von Zobel, das Gebäude wieder aus eigenen Mitteln in bewohnbaren Zustand bringen zu lassen. Die Mauern wurden ausgebessert, das schwere Mansarddach durch das jetzige leichtere ersetzt und der zweite Stock ausgebaut. Damals wurden die jetzigen beiden Torhäuser und der Wäschereibau errichtet. Der Schlossgarten wurde mit zahlreichen fremdländischen Bäumen und Ziersträuchern wieder hergerichtet und der See wurde neu ausgehoben. Außerdem wurden Treibhäuser und zwei Bassins mit Goldfischen und Fontänen angelegt. Statt der alten zerfallenen Umfassungsmauer wurde in den 1840er und 1850er Jahren die jetzige Mauer gebaut.
1932 erwarb der Augustinerorden die Anlage und versah seither auch die Pfarrseelsorge des Ortes. Das Anwesen wurde als Pius-Keller-Haus durch das Augustinerkloster Würzburg genutzt.
1944 arbeitete die Forschungsstätte des physikalischen Instituts der Universität Heidelberg – vor der einheimischen Bevölkerung streng geheim gehalten – im Schlossgebäude Messelhausen an einer Isolierungsschicht für U-Boote, mit der diese nicht mehr angepeilt werden konnten. Der führende Kopf des Forschungsauftrages war Philipp Lenard, Nobelpreisträger der Physik 1905 und Mitentdecker der Röntgenstrahlen. Durch die Einrichtung der Forschungsarbeiten im ehemaligen Schloss entstanden beim Einzug der Amerikaner in den letzten Tagen des Zweiten Weltkrieges schwere Schäden an den Gebäuden in Messelhausen; außerdem gab es hohe Verluste bei der kämpfenden Truppe und der zivilen Bevölkerung.
Zwischen 1947 und 1956 war das Kloster Sammelpunkt der aus der Tschechoslowakei vertriebenen Augustinerbrüder und derer Angehörigen, die jedoch nach der Gründung eigener Niederlassungen in Wien, Stuttgart-Sillenbuch und Zwiesel das Haus an die deutsche Augustinerprovinz zurückgaben. 1956 wurde das Haus modernisiert; 1987 grundlegend renoviert und 1998 das Dachgeschoss ausgebaut.
2013 wurde das Kloster von der deutschen Augustinerprovinz aufgegeben und verkauft. Das Schlossgebäude wird heute vom Malteser-Hilfsdienst als Seniorenwohnanlage genutzt.
Seit 2024 steht das Schloss und das Schlossgrundstück für 3,5 Millionen Euro zum Verkauf.